# سد اکسو
سد اکسو (انگلیسی: Aksu Dam) یک سد نیروگاه آبی است که در مراحل اولیه ساخت و ساز در نزدیکی شهر آکسو بر روی رودخانه چوروه در استان ارزروم، ترکیه قرار دارد.ظرفیت نصب شده آن ۱۶۰ مگاوات خواهد بود.